# Kjell Askildsen
Kjell Askildsen (født 30. september 1929, Mandal, død 23. september 2021) var en norsk forfatter. Han har udgivet flere romaner, men er især kendt for sine noveller.